# Place D'Youville (Montréal)
Pour la place D'Youville à Québec, voir Place D'Youville (Québec).
La place D'Youville du Vieux-Montréal est une place importante de l'histoire de Montréal. Elle est nommée en l'honneur de Marguerite d'Youville. Elle s'étend de la place Royale à la rue McGill.

## Historique
C'est près de cet endroit, autrefois traversé par la petite rivière Saint-Pierre, que s'installèrent les premiers Montréalais en 1642. Mais rapidement, cet endroit fréquemment inondé fut délaissé pour la colline où se trouve la rue Notre-Dame.
Pendant longtemps, les terrains environnant la place actuelle furent la propriété de l'Hôpital général de Montréal. Cet hospice pour indigents, construit entre 1692 et 1694, fut d'abord dirigé par les Frères Charon puis, à partir de 1747, par la Congrégation des Sœurs de la Charité, ou Sœurs grises, fondée par Marguerite d'Youville.
La proximité du port allait cependant donner un second souffle à ce secteur. En 1833, on y érige le marché Sainte-Anne, pour accommoder les commerçants de produits frais. Mais cet édifice de deux étages, conçu par les architectes John Wells et Francis Thompson, a si belle allure qu'on y installe en 1844 le Parlement du Canada-Uni, où siègent les députés des colonies du Haut et du Bas-Canada (le sud de l'Ontario et du Québec actuels) réunies. Il est cependant complètement détruit par les flammes le 25 avril 1849. Des manifestants anglophones en chassent les élus et y mettent le feu au parliament parce qu'ils s'opposaient à la loi indemnisant les personnes lésées lors des Rébellions de 1837-1838. Il en résulte que Montréal perd son statut de capitale qui finira par être installée à Ottawa. 

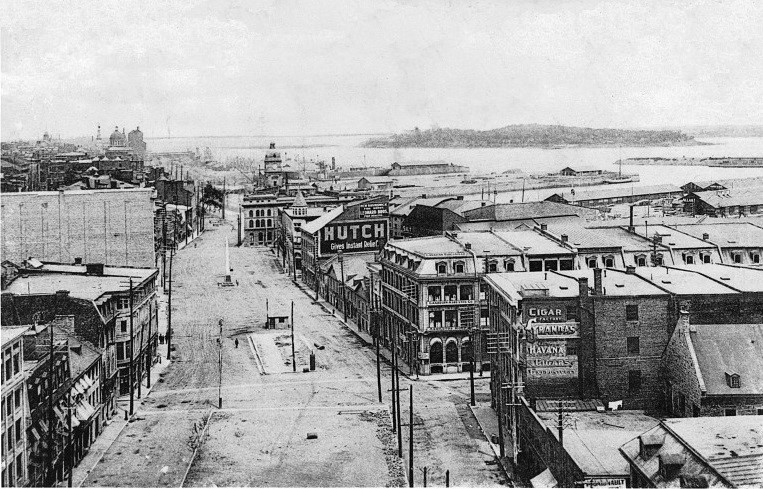
Vers 1910

Une fois reconstruit en 1852 sur les fondations de l'ancien bâtiment, le site revient à sa vocation originelle de marché public. On y ajoute par la suite un marché aux poissons. 
En 1871, le départ des Sœurs grises pour leur maison du boulevard René-Lévesque, alors en pleine campagne, marque un point tournant dans l'histoire de la place d'Youville. L'ouverture de la rue Saint-Pierre vers le port entraîne la démolition de leur ancienne chapelle (il n'en reste que des murs et la trace des anciennes fenêtres). D'autres bâtiments subissent le même sort pour faire place à la rue Normand. En 1901, la démolition du marché Sainte-Anne et du marché aux poissons dégage le cœur du quartier où sont venus s'installer commerces, édifices publics et sièges sociaux. C'est alors que la Ville de Montréal décide de lui donner le nom de place D'Youville en l'honneur de Marguerite d'Youville, une des premières résidentes de l'endroit. La place est aménagée en square en 1902 avant de devenir un stationnement dans les années trente. 
De 2010 à 2018, des fouilles archéologiques ont été entreprises sur le site et permis la découverte de plusieurs milliers d'artefacts. Le musée de la Pointe-à-Callière doit occuper, vers 2022, ce site, déclaré site patrimonial par Québec en 2012.

## Bâtiments remarquables et lieux de mémoire

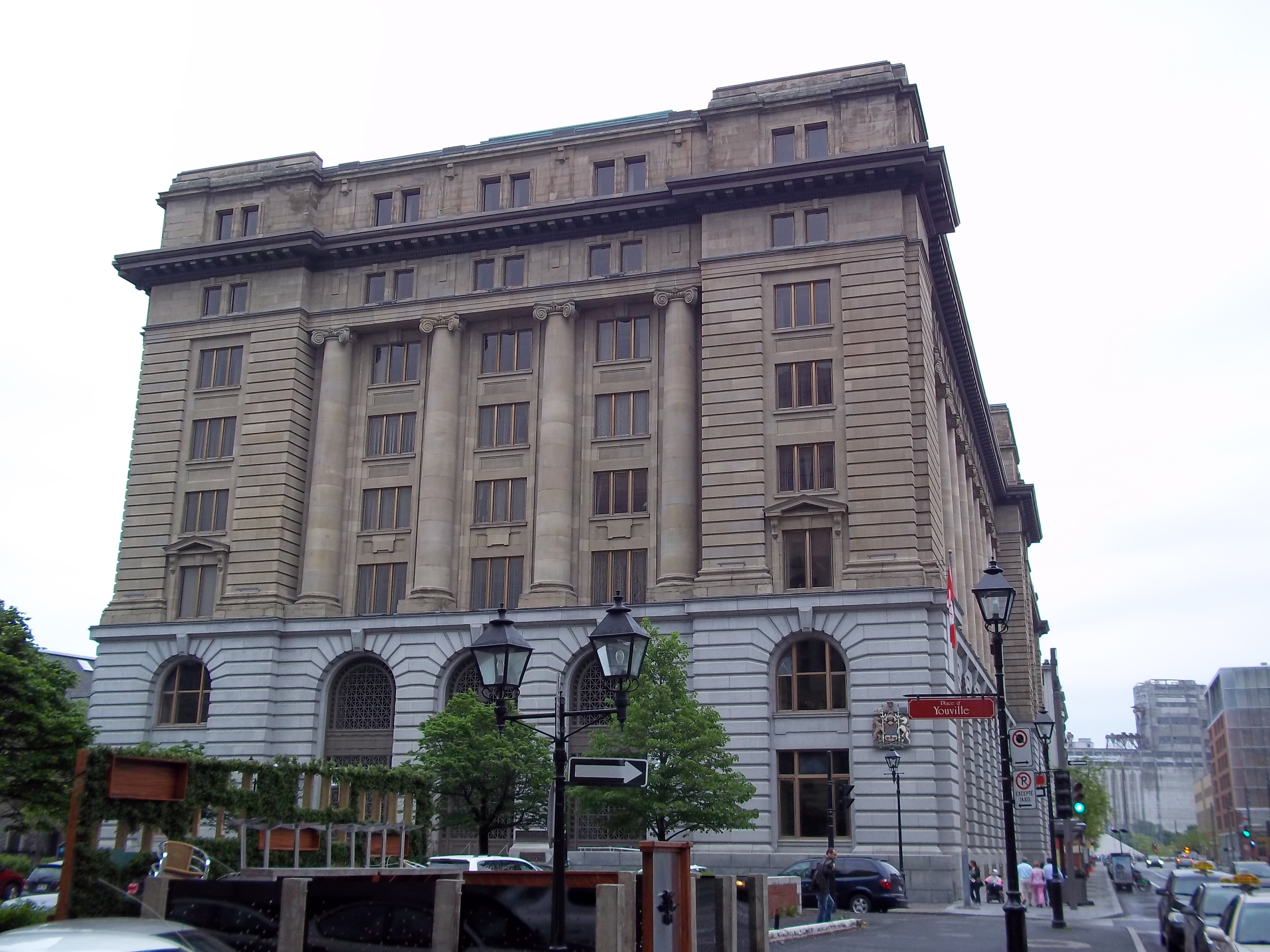
Édifice des Douanes à l'angle de la rue McGill

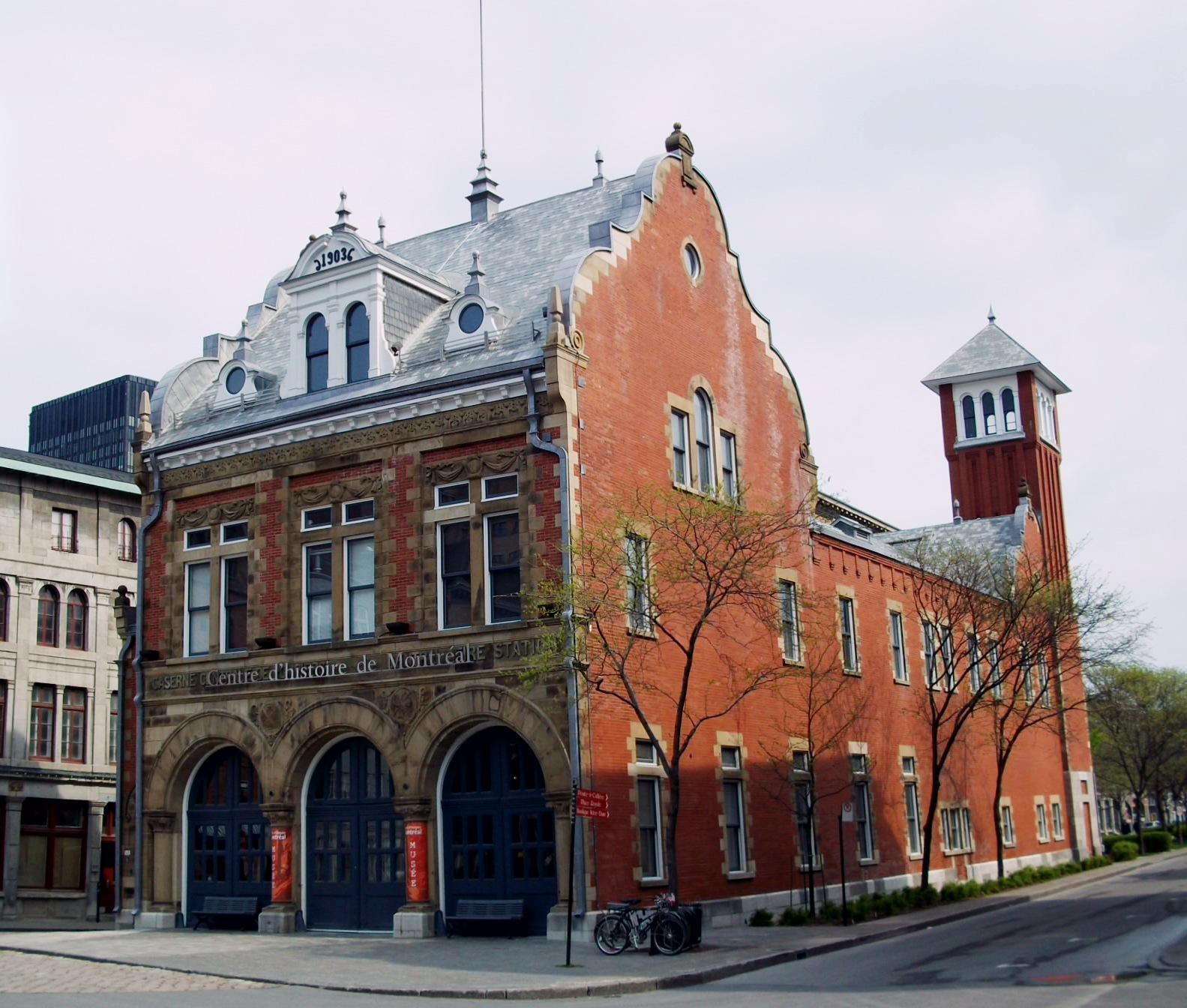
Le Centre d'histoire de Montréal était situé dans cette ancienne caserne de pompier.

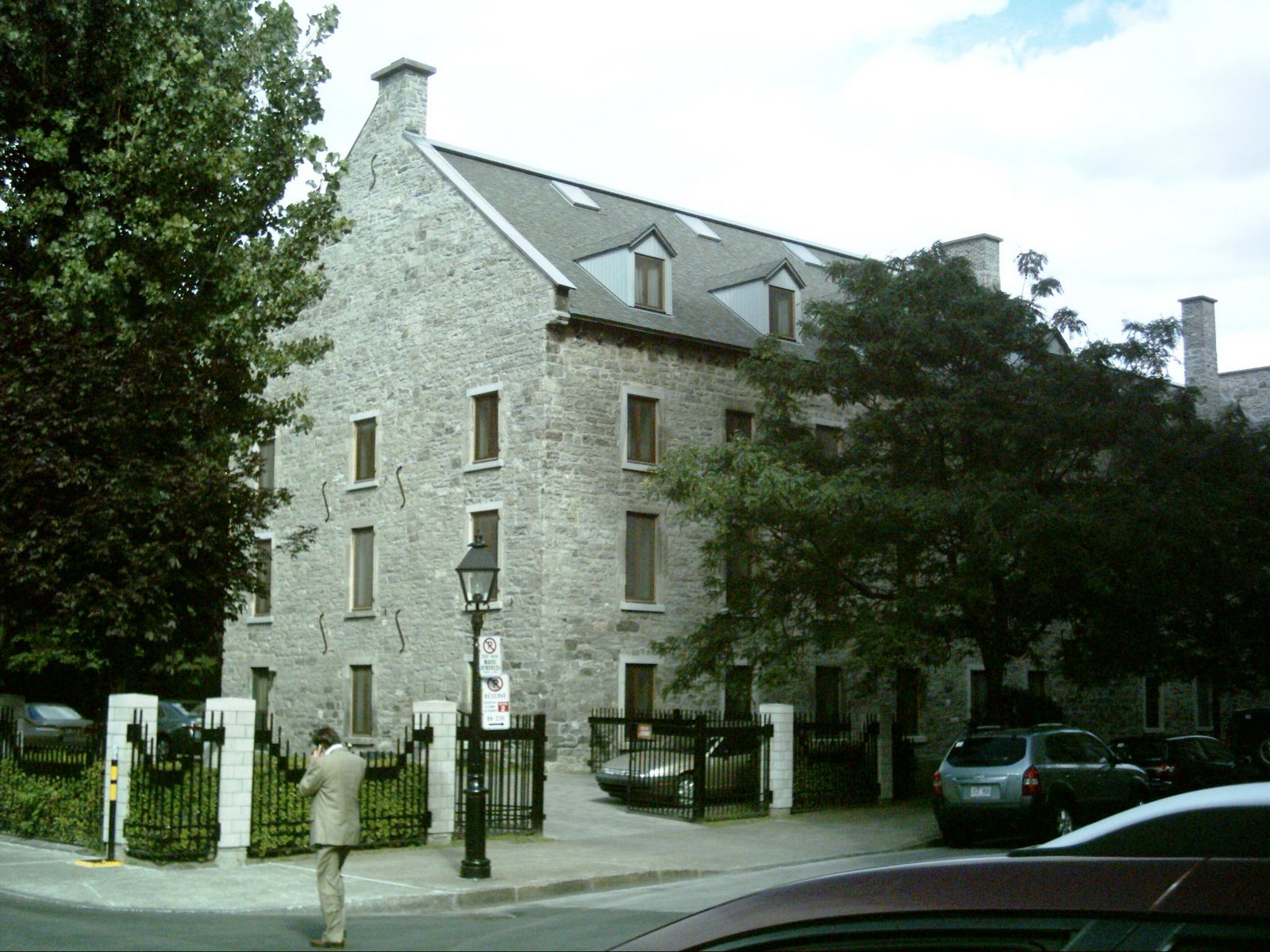
Maison de Mère d'Youville au sud de la place D'Youville autrefois connu sous le nom de l'Hôpital général de Montréal.

- Le musée Pointe-à-Callière, cité d'archéologie et d'histoire de Montréal.
- La section Est s'appelle depuis 2001 Place de la Grande-Paix-de-Montréal.
- Au centre, l'ancienne caserne d'incendie abritait le Centre d'histoire de Montréal avant son déménagement en 2018.
- Une œuvre d'art public de Gilles Mihalcean intitulée La Peur.